# Sot
Sot (cyr. Сот) – wieś w Serbii, w Wojwodinie, w okręgu sremskim, w gminie Šid. W 2011 roku liczyła 679 mieszkańców.